# La Vie en sourdine
La Vie en sourdine (Deaf Sentence) est un roman de l'écrivain britannique David Lodge publié en 2008.
La vie universitaire y tient une place importante, comme dans plusieurs romans précédents de David Lodge, mais d'autres sujets sont abordés, entre autres : les relations familiales, le tourisme contemporain, les problèmes liés à la surdité (sujet autobiographique), le suicide, le vieillissement, la maladie d'Alzheimer et la mort.

## Le cadre et les personnages
L'action se déroule à partir de novembre 2006 (référence est faite à l'exécution de Saddam Hussein le 30 décembre 2006), principalement dans une ville des Midlands qui pourrait être « Rummidge », avatar de Birmingham dans les romans universitaires de David Lodge.
Desmond Bates, 65 ans, est un professeur de linguistique à la retraite, veuf puis remarié ; il est atteint d'une surdité très prononcée. 
Son épouse, Winnifred, 59 ans, de religion catholique, divorcée puis remariée avec lui, tient une boutique de décoration d'intérieur qui marche bien.
Son père, 89 ans, ancien musicien professionnel de jazz, vit à Londres, dans la maison de « Brickley » où Bates a passé son enfance (le quartier d'enfance de David Lodge est Brockley, dans le district de Lewisham).
Alex Loom, 27 ans, est une doctorante américaine émigrée en Grande-Bretagne.

## Résumé
Novembre 2006
Durant un cocktail, Bates a un long entretien avec une jeune femme, mais il n'entend strictement rien de ce qu'elle dit ; quelques jours après, elle l'appelle au téléphone pour lui dire qu'il a oublié leur rendez-vous ; ils en fixent un autre, sans qu'il sache quel en est l'objet. Lorsqu'il la rencontre, elle l'informe qu'elle fait un doctorat sur les dernières lettres de personnes suicidaires, et lui demande d'assurer la direction de thèse à la place du professeur en charge, Colin Butterworth, un universitaire assez ambitieux. Il s'engage à l'aider de façon informelle. 
Un peu plus tard, elle lui transmet par courrier électronique un chapitre, ainsi qu'un document bizarre : un manuel de rédaction des lettres de suicide. Il rencontre le professeur chargé d'Alex, qui paraît très réticent pour parler d'elle. Elle a par ailleurs un comportement bizarre, alternant des actes ou des propositions compromettantes pour lui, et des demandes pitoyables de pardon.
Parallèlement, il décrit ses relations avec ses proches, surtout avec son père, à qui il rend sa visite mensuelle. Au cours d'une soirée avec des amis, il s'engage à apprendre à lire sur les lèvres.
Décembre 2006
Il s'efforce de maintenir une certaine distance avec Alex, mais elle réussit à se faire inviter par Winnifred pour Boxing Day. il suit plusieurs cours de lecture des lèvres, auxquels il prend un certain intérêt, tout en préparant les fêtes de fin d'année, occasion de nombreuses difficultés. Le jour de Boxing Day est assez désastreux. Son père commence alors à montrer les premiers symptômes d'Alzheimer, qui se confirment après son retour à Londres.
Janvier 2007
Pour le Nouvel An, les Bates vont avec leurs amis dans un centre de loisir aquatique. Desmond gâche la fin du séjour en devenant pendant plusieurs heures totalement sourd à la suite d'une séance de sauna ». Peu après, il est invité en catastrophe à faire une tournée de conférences en Pologne ; son fils lui recommande d'aller visiter le camp d'Auschwitz, ce qui ne lui paraît pas, personnellement, judicieux. Puis Colin Butterworth le sollicite d'intervenir auprès d'Alex, avec qui il a commis des imprudences et qui le fait chanter ; il lui dit aussi que le père d'Alex s'est suicidé quand elle avait 13 ans. Desmond a une entrevue avec elle et la dissuade d'agir contre Butterworth.
Février 2007
Il reprend son journal après une longue interruption, son père ayant été hospitalisé tandis qu'il se trouvait en Pologne, puis étant décédé quelques jours après son retour. Du voyage, il raconte seulement la visite du camp d'Auschwitz. Alex le contacte de nouveau, mais il coupe toute relation, personnelle ou universitaire. Peu après, il reçoit d'elle un email annonçant son suicide. Mais il apparaît qu'elle a quitté la Grande-Bretagne en laissant pas mal de dettes.
Mars 2007
Il prépare la maison de son père en vue de la mettre en vente et reprend les cours de lecture sur les lèvres.

## Analyse

### La narration
Le texte est divisé en 20 chapitres.
La narration est organisée autour du personnage principal, Desmond Bates, soit qu'il tienne un journal personnel, soit que, de temps à autre, un narrateur extérieur raconte ou explique certains événements et problèmes, mais en se plaçant du point de vue de Bates.

### Les thèmes
Thèmes majeurs
- les problèmes de la surdité
- le vieillissement et la maladie d'Alzheimer

Thèmes mineurs
- le tourisme contemporain (le phénomène des Center Parks)

## Éditions
Anglaises
- Édition originale : Harvill Secker, Londres, 2008
- Édition de poche anglaise : Penguin Books, 2009, 390 p. [ (ISBN 9780141041049)])

Françaises (traduction de Maurice et Yvonne Couturier)
- Payot & Rivages, coll. « Littérature étrangère », 2008, 413 p. [ (ISBN 978-2-7436-1844-5)]
- France-Loisirs, 2008, 497 p. [ (ISBN 978-2-298-02039-7)]
- Le Grand Livre du Mois, 2008, 413 p. [ (ISBN 978-2-286-04503-6)]
- Payot & Rivages, coll. « Rivages poche », 2010, 460 p. [ (ISBN 978-2-7436-2095-0)]
- Version audio (lecture de Daniel Nicodème) : Audiolib, Paris, 2009, 11 h 30 Notice BnF, Prix Lire dans le noir du livre audio, 2009, catégorie « Fiction ».